# Рухтіно
Ру́хтіно (рос. Рухтино, башк. Рухтин) — село у складі Дуванського району Башкортостану, Росія. Адміністративний центр Рухтінської сільської ради.
Населення — 676 осіб (2010; 639 у 2002).
Національний склад:
- росіяни — 90 %